# Phân họ Kê
Phân họ Kê (danh pháp khoa học: Panicoideae) là một phân họ trong họ cỏ thật sự (họ Hòa thảo - Poaceae).

## Hình ảnh

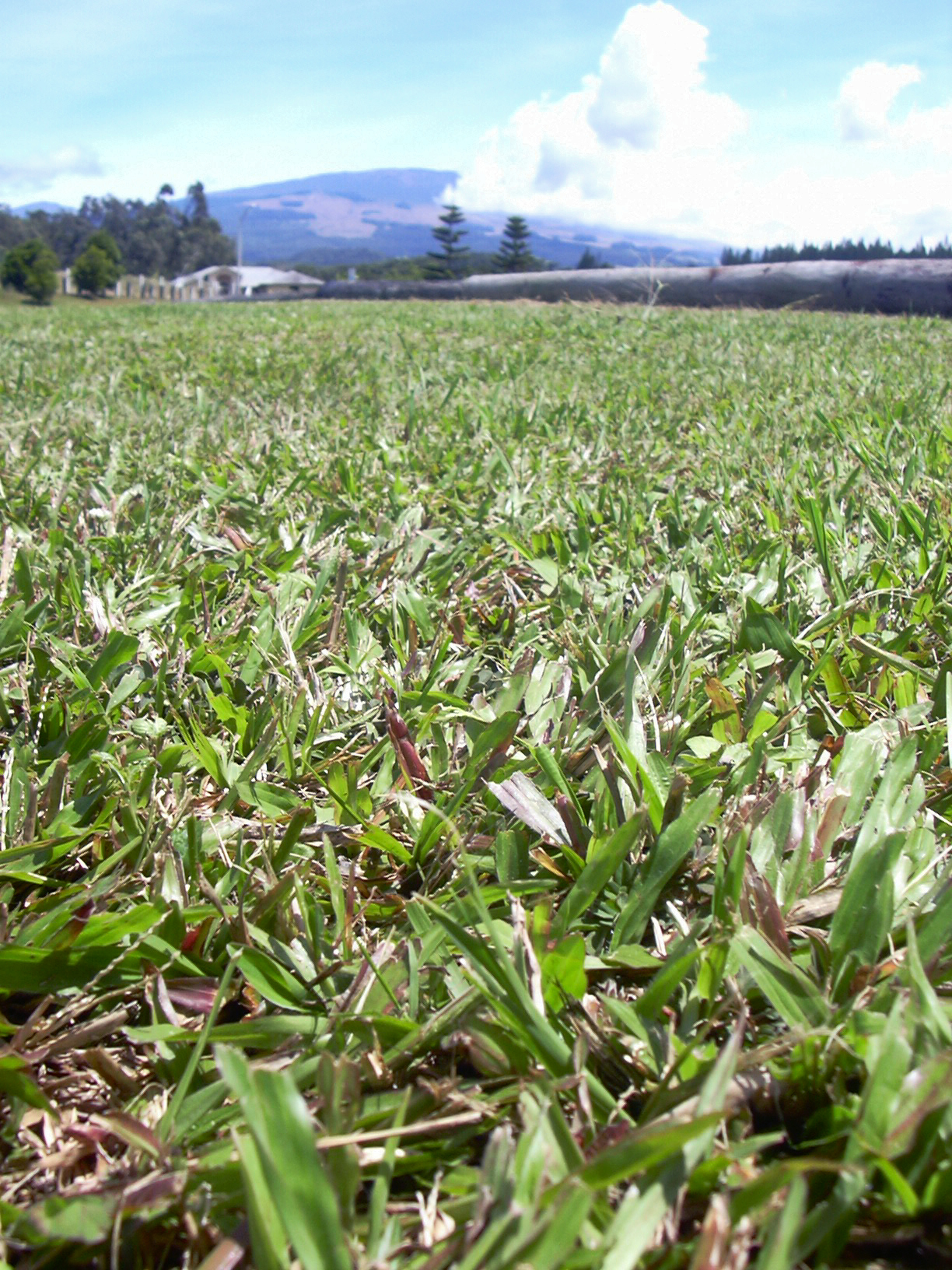
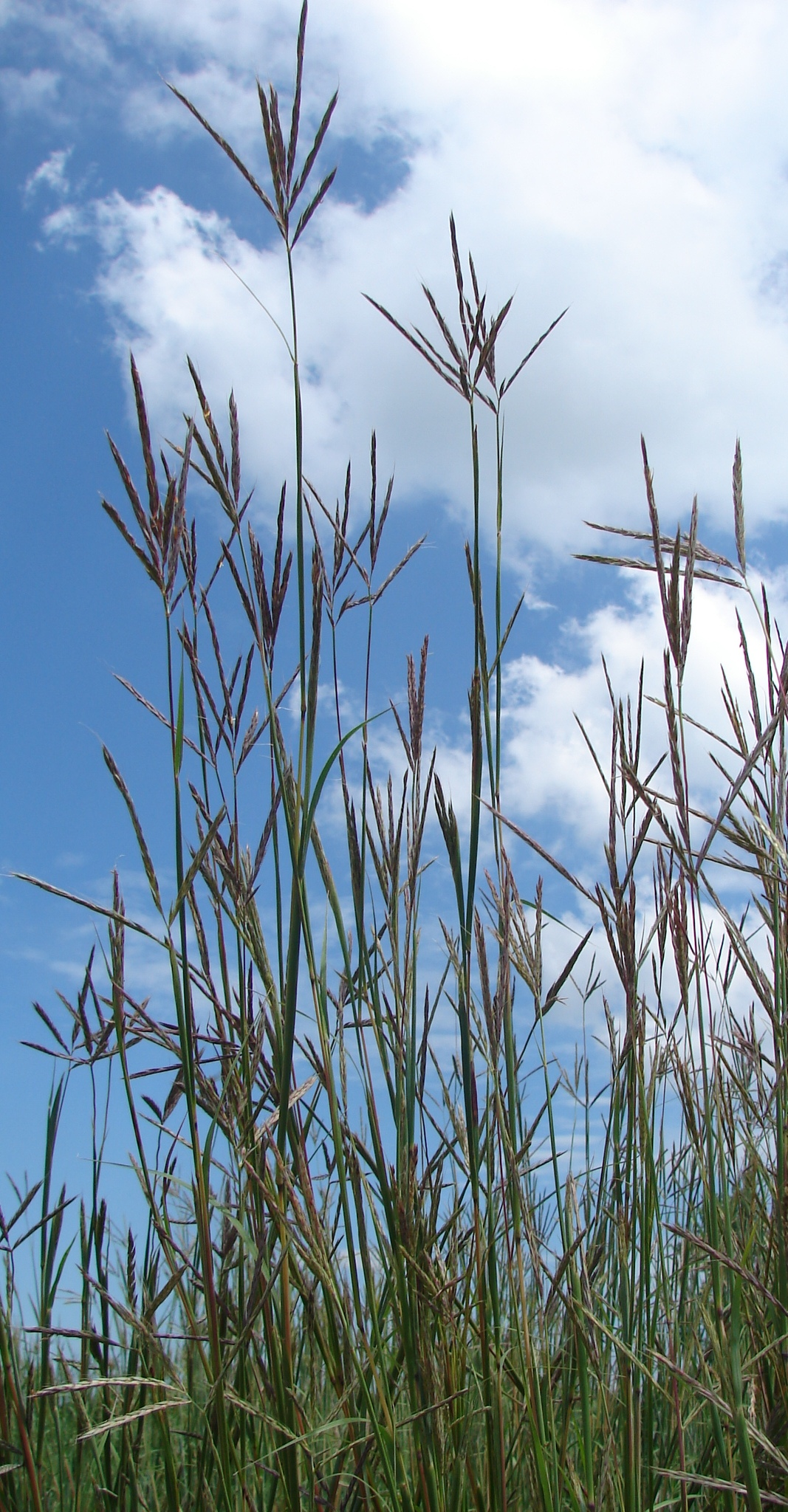
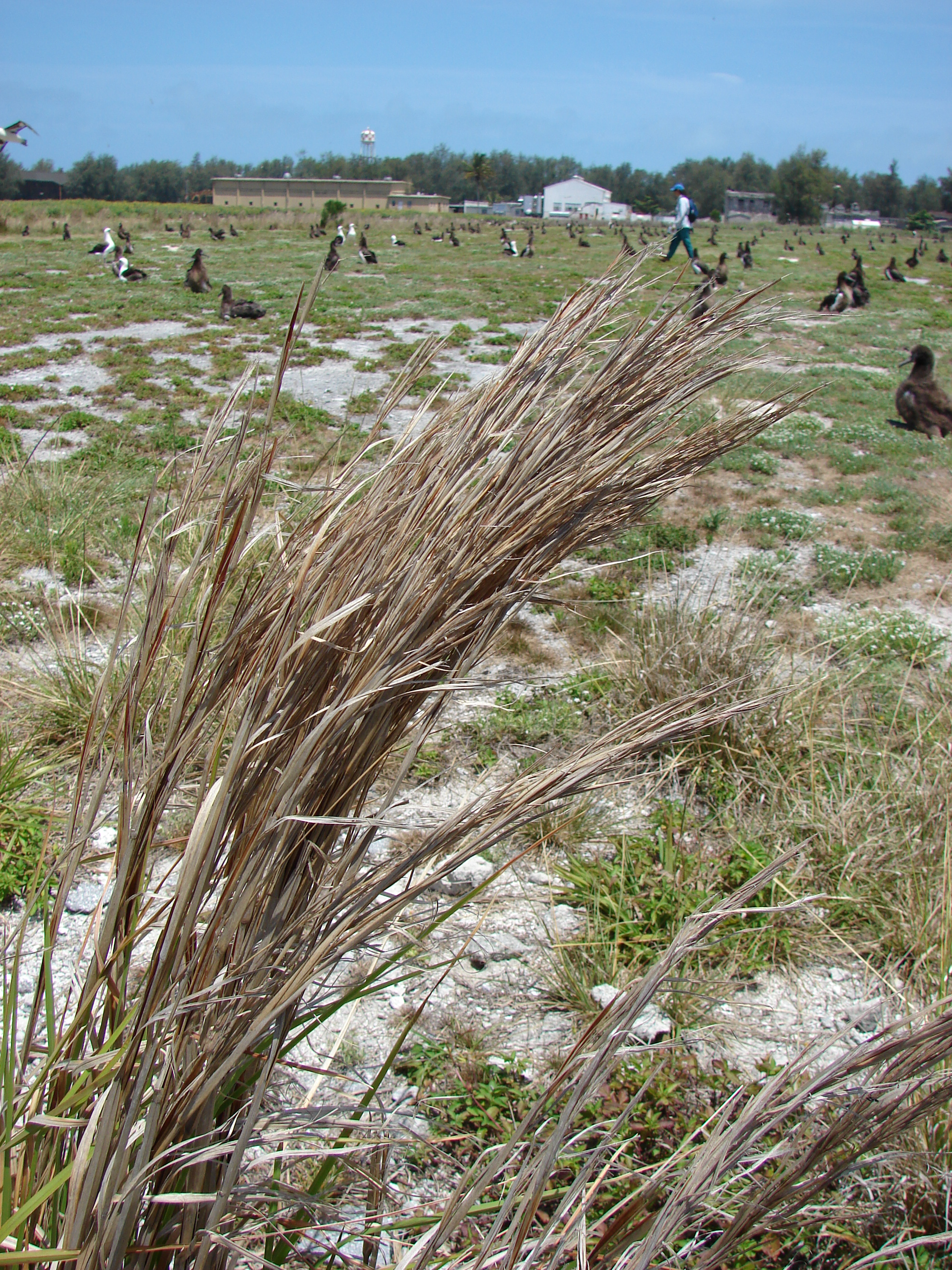

## Phân loại
- Nhóm 1: Panicodae
  - Tông Isachneae 
    -       - Coelachne
      - Cyrtococcum
      - Heteranthoecia
      - Hubbardia
      - Isachne
      - Limnopoa
      - Sphaerocaryum

  - Tông Neurachneae
    -       - Neurachne
      - Paraneurachne
      - Thyridolepis

  - Tông Arundinelleae
    -       - Arundinella
      - Chandrasekharania
      - Danthoniopsis
      - Diandrostachya
      - Dilophotriche
      - Garnotia
      - Gilgiochloa
      - Isalus
      - Jansenella
      - Loudetia
      - Loudetiopsis
      - Trichopteryx
      - Tristachya
      - Zonotriche

  - Tông Paniceae
    -       - Achlaena
      - Acostia
      - Acritochaete
      - Acroceras
      - Alexfloydia
      - Alloteropsis
      - Amphicarpum
      - Ancistrachne
      - Anthaenantiopsis
      - Anthenantia
      - Anthephora
      - Arthragrostis
      - Arthropogon
      - Axonopus
      - Baptorhachis
      - Beckeropsis
      - Boivinella
      - Brachiaria
      - Calyptochloa
      - Camusiella
      - Cenchrus
      - Centrochloa
      - Chaetium
      - Chaetopoa
      - Chamaeraphis
      - Chasechloa
      - Chloachne
      - Chlorocalymma
      - Cleistochloa
      - Cliffordiochloa
      - Commelinidium
      - Cymbosetaria
      - Cyphochlaena
      - Dallwatsonia
      - Dichanthelium
      - Digitaria
      - Digitariopsis
      - Dimorphochloa
      - Dissochondrus
      - Eccoptocarpha
      - Echinochloa
      - Echinolaena
      - Entolasia
      - Eriochloa
      - Fasciculochloa
      - Gerritea
      - Holcolemma
      - Homolepis
      - Homopholis
      - Hydrothauma
      - Hygrochloa
      - Hylebates
      - Hymenachne
      - Ichnanthus
      - Ixophorus
      - Lasiacis
      - Lecomtella
      - Leptocoryphium
      - Leptoloma
      - Leucophrys
      - Louisiella
      - Megaloprotachne
      - Melinis
      - Mesosetum
      - Microcalamus
      - Mildbraediochloa
      - Odontelytrum
      - Ophiochloa
      - Oplismenopsis
      - Oplismenus
      - Oryzidium
      - Otachyrium
      - Ottochloa
      - Panicum: kê châu Âu
      - Paratheria
      - Parectenium
      - Paspalidium
      - Paspalum
      - Pennisetum: lúa miêu
      - Perulifera
      - Plagiantha
      - Plagiosetum
      - Poecilostachys
      - Pseudechinolaena
      - Pseudochaetochloa
      - Pseudoraphis
      - Reimarochloa
      - Reynaudia
      - Rhynchelytrum
      - Sacciolepis
      - Scutachne
      - Setaria: kê châu Á
      - Setariopsis
      - Snowdenia
      - Spheneria
      - Spinifex
      - Steinchisma
      - Stenotaphrum
      - Stereochlaena
      - Streptolophus
      - Streptostachys
      - Taeniorhachis
      - Tarigidia
      - Tatianyx
      - Thrasya
      - Thrasyopsis
      - Thuarea
      - Thyridachne
      - Trachys
      - Tricholaena
      - Triscenia
      - Uranthoecium
      - Urochloa
      - Whiteochloa
      - Xerochloa
      - Yakirra
      - Yvesia
      - Zygochloa
- Nhóm 2: Andropogonodae
  - Tông Andropogoneae
    - Phân tông Andropogoninae
      - Agenium
      - Anadelphia
      - Andropogon
      - Andropterum
      - Apluda
      - Apocopis
      - Arthraxon
      - Asthenochloa
      - Bhidea
      - Bothriochloa
      - Capillipedium
      - Chrysopogon
      - Chumsriella
      - Clausospicula
      - Cleistachne
      - Cymbopogon: sả
      - Dichanthium
      - Diectomis
      - Digastrium
      - Diheteropogon
      - Dimeria
      - Dybowskia
      - Eccoilopus
      - Elymandra
      - Eremopogon
      - Erianthus
      - Eriochrysis
      - Euclasta
      - Eulalia
      - Eulaliopsis
      - Exotheca
      - Germainia
      - Hemisorghum
      - Heteropogon
      - Homozeugos
      - Hyparrhenia
      - Hyperthelia
      - Hypogynium
      - Imperata
      - Ischaemum
      - Ischnochloa
      - Iseilema
      - Kerriochloa
      - Lasiorhachis
      - Leptosaccharum
      - Lophopogon
      - Microstegium
      - Miscanthidium
      - Miscanthus
      - Monium
      - Monocymbium
      - Narenga
      - Parahyparrhenia
      - Pleiadelphia
      - Pobeguinea
      - Pogonachne
      - Pogonatherum
      - Polliniopsis
      - Polytrias
      - Pseudanthistiria
      - Pseudodichanthium
      - Pseudopogonatherum
      - Pseudosorghum
      - Saccharum: mía
      - Schizachyrium
      - Sclerostachya
      - Sehima
      - Sorghastrum
      - Sorghum: lúa miến
      - Spathia
      - Spodiopogon
      - Thelepogon
      - Themeda
      - Trachypogon
      - Triplopogon
      - Vetiveria
      - Ystia

    - Phân tông Rottboelliinae
      - Chasmopodium
      - Coelorachis
      - Elionurus
      - Eremochloa
      - Glyphochloa
      - Hackelochloa
      - Hemarthria
      - Heteropholis
      - Jardinea
      - Lasiurus
      - Lepargochloa
      - Loxodera
      - Manisuris
      - Mnesithea
      - Ophiuros
      - Oxyrhachis
      - Phacelurus
      - Pseudovossia
      - Ratzeburgia
      - Rhytachne
      - Robynsiochloa
      - Rottboellia
      - Thaumastochloa
      - Thyrsia
      - Urelytrum
      - Vossia

  - Tông Maydeae
    -       - Chionachne
      - Coix
      - Euchlaena
      - Polytoca
      - Sclerachne
      - Trilobachne
      - Tripsacum
      - Zea: ngô